# Flexion (médecine)
Pour les articles homonymes, voir Flexion.

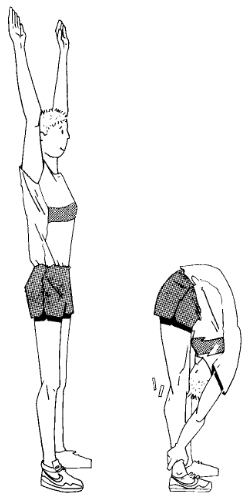
Exercice de tronc-flexion avant

En anatomie, la flexion désigne un des mouvements du corps menant à une diminution de l'angle entre deux segments d'un membre ou deux parties squelettiques du corps. Le mouvement se produit habituellement dans le plan sagittal. La flexion s'oppose ainsi à l'extension.

## Muscles responsables de la flexion
Les muscles qui interviennent dans la flexion et par ordre d'intervention sont les suivants :

### Coude
- Muscle Brachial.
- Muscle biceps brachial.
- Accessoirement, les muscles brachio-radial, fléchisseur radial du carpe, supinateur et rond pronateur.

### Poignet
- Muscle fléchisseur radial du carpe.
- Muscle fléchisseur ulnaire du carpe.
- Muscle fléchisseur superficiel des doigts et Muscle fléchisseur profond des doigts.
- Muscle long fléchisseur du pouce, Muscle long palmaire et Muscle long abducteur du pouce.